# 松田邦恵
松田　邦恵（まつだ　くにえ、1982年7月13日 -）は福岡県福岡市出身の日本の柔道家。現役時代は48kg級の選手。身長157cm。得意技は大外刈。

## 人物
兄2人の影響で6歳の時に千代柔道育成会で柔道を始めた。沖学園中学3年の時に全国中学校柔道大会の48kg級で優勝を飾った。さらに、全国女子体重別ではこの階級トップの田村亮子と長井淳子が出場しなかったものの、予想外の活躍で決勝まで進むと、同じ中学3年生である永山中学の倉持亜佐美と史上初となるシニアの全国大会における中学生同士の対決となった。全国中学校柔道大会では準決勝で倉持と対戦して判定で破っていたものの、今大会では出足払で技ありを取られて2位にとどまった。優勝できなかったことで小さい時から憧れていた地元で開催される福岡国際には出場できなかったが、ハンガリー国際に出場する機会を得ると、田村亮子以来7年ぶり3人目となる中学生でのシニアの国際大会制覇を果たした。沖学園高校へ進むと、1年の時には17歳以下の世界大会となるワールドユースゲームズをオール一本勝ちで制した。全日本ジュニアでは3位にとどまった。全国女子体重別では準決勝でトヨタ自動車の田村に袈裟固で敗れて3位だった。全国高校選手権でも準決勝で土浦日大高校2年の中島英里子に腕緘で敗れて3位だった。2年の時には選抜体重別の2回戦でコマツの長井に上四方固で敗れるものの、その後3位となった。全日本ジュニアでは決勝で旭川大高校2年の倉持に敗れて2位だった。全国高校選手権では宮崎日大高校2年の宝真由美を破って優勝を飾った。3年の時にはフランスジュニア国際で優勝した。なお、この当時は田村亮子の再来という期待が寄せられていたことへの重圧から、過呼吸症候群にも陥ったという。
2001年には東海大学へ進学すると、1年の時には全日本ジュニアと全国女子体重別で3位となった。2年の時には学生体重別で3位だった。3年の時には学生体重別で帝京大学3年の宝真由美を破って優勝した。全国女子体重別から名称が変わった講道館杯では中学生以来6年ぶりに決勝まで進むが、ミキハウスの北田佳世に敗れた。福岡国際でも決勝で北田に敗れて2位に終わった。4年の時には学生体重別の決勝で宝真由美に敗れて2連覇はならなかった。

## 主な戦績
- 1996年 - 全国中学校柔道大会　5位
- 1997年 - 全国中学校柔道大会　優勝
- 1997年 - 全国女子体重別　2位
- 1998年 - ハンガリー国際　優勝
- 1998年 - ワールドユースゲームズ　優勝
- 1998年 - 全日本ジュニア　3位
- 1998年 - 全国女子体重別　3位
- 1999年 - フランス国際　7位
- 1999年 - 全国高校選手権　3位
- 1999年 - 選抜体重別　3位
- 1999年 - ドイツジュニア国際　優勝
- 1999年 - 全日本ジュニア　2位
- 2000年 - 全国高校選手権　優勝
- 2000年 - フランスジュニア国際　優勝
- 2001年 - 全日本ジュニア　3位
- 2001年 - 全国女子体重別　3位
- 2002年 - 学生体重別　3位
- 2003年 - 学生体重別　優勝
- 2003年 - 講道館杯　2位
- 2003年 - 福岡国際　2位
- 2004年 - 学生体重別　2位

（出典、JudoInside.com）